# Italienische Fußballnationalmannschaft der Frauen/Europameisterschaften
Der Artikel beinhaltet eine ausführliche Darstellung der italienischen Fußballnationalmannschaft der Frauen bei Europameisterschaften und den Qualifikationen dazu. Italien nahm immer an der Qualifikation teil und konnte sich für alle Endrunden qualifizieren. Zudem wurde bei der ersten Austragung die Finalrunde erreicht, die 1984 und 1995 mit Hin- und Rückspielen ausgetragen wurde. Italien konnte noch keinen Titel gewinnen. Zwei zweite Plätze sowie ein dritter und zwei vierte Plätze sind die bisher besten Platzierungen. Bereits 1979 richtete Italien die inoffizielle Europameisterschaft aus und erreichte dabei das Finale, das aber gegen Dänemark verloren wurde.

## Übersicht
| Jahr | Gastgeberland     | Teilnahme bis...   | Gegner                            | Ergebnis           | Trainer/in       | Bemerkungen und Besonderheiten                                                                             |
| ---- | ----------------- | ------------------ | --------------------------------- | ------------------ | ---------------- | --- |
| 1984 | keine Endrunde    | Halbfinale         | Schweden                          | -                  | Benedetti        | Kein Spiel um Platz 3                                                                                      |
| 1987 | Norwegen          | Spiel um Platz 3   | England                           | Dritter            | Ettore Recagni   | |
| 1989 | Deutschland       | Spiel um Platz 3   | Schweden                          | Vierter            | Sergio Guenza    | Im Halbfinale im Elfmeterschießen am späteren Europameister Deutschland gescheitert.                       |
| 1991 | Dänemark          | Spiel um Platz 3   | Dänemark                          | Vierter            | Sergio Guenza    | |
| 1993 | Italien           | Finale             | Norwegen                          | Vize-Europameister | Sergio Guenza    | |
| 1995 | keine Endrunde    | nicht qualifiziert |                                   | -                  |                  | Im Viertelfinale an Titelverteidiger Norwegen gescheitert.                                                 |
| 1997 | Norwegen/Schweden | Finale             | Deutschland                       | Vize-Europameister | Sergio Guenza    | |
| 2001 | Deutschland       | Vorrunde           | Dänemark, Frankreich, Norwegen    | -                  | Carolina Morace  | Punktgleich mit dem Gruppenzweiten als Gruppendritter ausgeschieden                                        |
| 2005 | England           | Vorrunde           | Deutschland, Frankreich, Norwegen | -                  | Carolina Morace  | Als Gruppenletzter ausgeschieden                                                                           |
| 2009 | Finnland          | Viertelfinale      | Deutschland                       | -                  | Pietro Ghedin    | |
| 2013 | Schweden          | Viertelfinale      | Deutschland                       | -                  | Antonio Cabrini  | |
| 2017 | Niederlande       | Vorrunde           | Russland, Deutschland, Schweden   | -                  | Antonio Cabrini  | Als Gruppenletzter ausgeschieden                                                                           |
| 2022 | England           | Vorrunde           | Frankreich, Island, Belgien       | –                  | Milena Bertolini | Gegner in der Qualifikation waren Dänemark, Bosnien-Herzegowina, Malta, Israel und Georgien.               |
| 2025 | Schweiz           | Halbfinale         | England                           |                    | Andrea Soncin    | Gegner in der Qualifikation waren Finnland, die Niederlande, und Norwegen. Als Gruppensieger qualifiziert. |

## Die Turniere

### EM 1984
Für die erste Europameisterschaft hatten nur 16 Mannschaften gemeldet und die Einteilung der Qualifikationsgruppen erfolgte nach geographischen Gesichtspunkten. Die italienische Mannschaft qualifizierte sich gegen die Nachbarn Frankreich und Schweiz sowie Portugal, gegen das erstmals gespielt wurde. Dabei begann die Qualifikation mit einer 0:1-Niederlage gegen Frankreich. Danach wurden aber alle Spiele ohne Gegentor gewonnen, wobei Elisabetta Vignotto zehn der zwölf Tore erzielte. Als Gruppensieger traf Italien im Halbfinale der Finalrunde in zwei Spielen auf Schweden und verlor beide. Ein Spiel um Platz 3 gab es nicht. Die Schwedinnen wurden dann gegen England erste Europameisterinnen. Beste italienische Torschützin in den Halbfinalspielen war Carolina Morace mit zwei Toren.

### EM 1987 in Norwegen
Bereits im selben Jahr begann die Qualifikation für die nächste Europameisterschaft, für die wieder nur 16 Mannschaften gemeldet hatten. Auf eine geographische Einteilung wurde diesmal bis auf eine Ausnahme verzichtet. Dennoch traf Italien wieder auf die Schweiz. Weitere Gegner waren Spanien und Ungarn. Italien gewann wieder fünf Spiele und gab nur beim 1:1 gegen Spanien einen Punkt ab. Wieder war Elisabetta Vignotto beste italienische Torschützin, diesmal mit sieben Toren. Die Endrunde der besten vier Mannschaften fand nun in einem Land statt und Norwegen erhielt den Zuschlag, gegen das die Italienerinnen im Halbfinale spielen mussten und mit 0:2 verloren. Das anschließende Spiel um Platz 3 gegen England wurde dann mit 2:1 durch Tore von Morace und Vignotto gewonnen und Norwegen konnte gegen Titelverteidiger Schweden im Finale gewinnen.

### EM 1989 in Deutschland
Bereits drei Monate nach dem Finale begann die Qualifikation für die nächste Endrunde. Diesmal traf Italien auf Deutschland, das sich zuvor noch nie qualifizieren konnte, zudem wieder die Schweiz und Ungarn. Italien verlor gleich das erste Spiel gegen Deutschland mit 0:3 und kam dann im Rückspiel nur zu einem torlosen Remis. Danach folgten hohe Heimsiege gegen Ungarn und die Schweiz, ein 0:0 in Ungarn und noch ein hoher Sieg in der Schweiz. Dennoch reichte es nur zum zweiten Platz. Im erstmals stattfindenden Viertelfinale konnte Italien dann Frankreich mit zwei Siegen ausschalten. Elisabetta Vignotto war mit sechs Toren wieder beste Torschützin, Antonella Carta und Carolina Morace trafen je fünfmal.
Bei der Endrunde in Deutschland traf Italien wieder auf Qualifikationsgegner Deutschland. Nachdem es nach regulärer Spielzeit und Verlängerung durch ein Tor von Vignotto 1:1 stand, kam es zum Elfmeterschießen. Dabei konnte die deutsche Torhüterin Marion Isbert drei Elfmeter der Italienerinnen halten und selber den letzten Elfmeter für die deutsche Mannschaft verwandeln. Deutschland zog damit ins Finale ein und entthronte dort Titelverteidiger Norwegen. Im Spiel um Platz 3 unterlag Italien zuvor Schweden mit 1:2 nach Verlängerung, wobei Feriana Ferraguzzi die 1:0-Führung für Italien erzielte.

### EM 1991 in Dänemark
In der Qualifikation für die folgende EM-Endrunde trafen die Italienerinnen auf Dänemark, sowie wieder die Schweiz und Spanien. Nach der EM 1989 hatte Elisabetta Vignotto ihre Karriere beendet, die Hauptlast ruhte nun auf den Schultern von Carolina Morace, die mit fünf Toren diesmal beste italienische Torschützin war. Italien begann mit drei Siegen, verlor dann aber in Dänemark und erreichte im Rückspiel nur ein 1:1. Mit einem torlosen Remis in Spanien wurde die Gruppenphase als Zweiter und der Qualifikation für das Viertelfinale abgeschlossen. Hier trafen sie auf Schweden und nach einem 1:1 in Malmö reichte ein 0:0 im Rückspiel um aufgrund der Auswärtstorregel die Endrunde zu erreichen.
Bei der Endrunde in Dänemark trafen sie im Halbfinale auf Titelverteidiger Deutschland und verloren mit 0:3. Im Spiel im Platz 3 verloren sie dann durch ein Eigentor von Maura Furlotti mit 1:2 nach Verlängerung gegen Gastgeber Dänemark. Das Tor für Italien hatte Silvia Fiorini erzielt. Mit dem Einzug ins Halbfinale hatten sie sich aber für die erste offizielle WM der Frauen qualifiziert, wo sie im Viertelfinale an Norwegen scheiterten. Deutschland konnte dann im Finale den Titel erfolgreich verteidigen.

### EM 1993 in Italien
An der Qualifikation für die folgende EM nahmen schon 23 Mannschaften teil. Um sich für das Viertelfinale zu qualifizieren, musste Italien in der Gruppenphase gegen die Tschechoslowakei und Polen spielen. Italien gewann drei Spiele und gab nur beim 2:2 gegen die Tschechoslowakei einen Punkt ab. Für die Tschechoslowakei war dies das letzte Länderspiel. Danach traten die Tschechinnen und Slowakinnen mit separaten Mannschaften an. Im Viertelfinale traf Italien auf England. In Heimspiel wurde zwar mit dem 3:2 keine optimale Ausgangsbasis gelegt, das Rückspiel wurde aber mit 3:0 gewonnen. Wieder war Carolina Morace mit acht Toren Garant für die erfolgreiche Qualifikation.
Italien durfte dann auch die Endrunde ausrichten, konnte den Heimvorteil aber nur bedingt nutzen. Im Halbfinale trafen sie wie vier Jahre zuvor auf Deutschland. Wieder stand es nach Verlängerung 1:1, wobei Carolina Morace für den Ausgleichstreffer gesorgt hatte. Diesmal waren die Italienerinnen aber die etwas besseren Elfmeterschützinnen, so dass sie erstmals das Finale erreichten. Hier unterlagen sie aber Norwegen mit 0:1.

### EM 1995
Bereits 1993 begann mit nun 29 Mannschaften die Qualifikation für die nächste Europameisterschaft, die wieder und letztmals ohne Endrunde ausgetragen wurde. Italien traf auf Frankreich, Portugal und Schottland. Mit vier Siegen legten sie eine gute Grundlage, so dass das 1:1 in Frankreich und die 1:2-Heimniederlage gegen Portugal im letzten Spiel verkraftet werden konnten. Bei Punktgleichheit mit Frankreich sprach die bessere Tordifferenz für Italien. Im Viertelfinale wurde dann aber in zwei Spielen gegen Titelverteidiger Norwegen verloren, der seinerseits im Halbfinale aufgrund der mehr kassierten Gegentore an Schweden scheiterte. Italien hatte durch das Viertelfinalaus aber auch die Qualifikation für die zweite WM in Schweden verpasst. Carolina Morace war zwar auch diesmal wieder die beste italienische Torschützin, traf aber nur viermal. Insgesamt konnten sich zehn Italienerinnen in die Torschützinnenliste eintragen lassen.

### EM 1997 in Norwegen und Schweden
Ein Jahr nach dem Viertelfinalaus begann die Qualifikation für die nächste EM-Endrunde, für die nun schon 34 Mannschaften gemeldet hatten und die erstmals mit acht Mannschaften ausgetragen wurde. Auf Grund der unterschiedlichen Spielstärke der gemeldeten Mannschaften wurde die Qualifikation in zwei Kategorien eingeteilt. Die 16 stärksten Mannschaften, zu denen auch Italien gehörte, spielten um die direkte Qualifikation, die 18 schwächeren Mannschaften um die Möglichkeit, bei der nächsten Qualifikation in der höheren Kategorie zu spielen. Im ersten Spiel trafen die Italienerinnen erstmals auf Kroatien und gewannen mit 7:0. Danach mussten sie sich gegen England mit einem 1:1 begnügen. Nach zwei Siegen gegen Portugal (2:0 und 4:1) und einem 2:1 gegen England reichte ein 0:0 in Kroatien für Platz 1 und die direkte Qualifikation für die Endrunde. Mit sechs Toren hatte Carolina Morace wieder als beste italienische Torschützin maßgeblichen Anteil an der Qualifikation. Beim 4:1 gegen Portugal konnte sich auch Patrizia Panico gleich bei ihrem ersten Länderspiel mit einem Tor beteiligen, die in den folgenden Jahren zu einer Stütze der italienischen Mannschaft werden sollte. England musste in die Relegationsspiele und gegen einen Gruppendritten spielen, wo es an den Spanierinnen scheiterte, die sich als einzige Gruppendritte und erstmals überhaupt für die Endrunde qualifizieren konnten.
Bei der erstmals mit einer Gruppenphase durchgeführten Endrunde, die in Norwegen und Schweden stattfand, spielte Italien ausschließlich in Norwegen und traf im ersten Spiel auf Titelverteidiger Deutschland. Dabei erreichten die Italienerinnen ein 1:1, bei dem Federica D’Astolfo sechs Minuten nach der deutschen Führung die Rote Karte erhielt und Antonella Carta in Unterzahl noch den Ausgleichstreffer erzielte. Im zweiten Spiel konnten Carolina Morace und Patrizia Panico zweimal die Führung der Däninnen ausgleichen. Morace war es dann auch, die mit zwei Toren gegen Norwegen für den 2:0-Sieg und damit ersten Sieg gegen einen amtierenden Weltmeister sorgte, der den Einzug ins Halbfinale bedeutete. Und auch im Halbfinale war sie mit einem Tor beim 2:1-Sieg gegen Spanien beteiligt, so dass es im Finale erneut gegen Deutschland ging. Hier war dann die deutsche Mannschaft mit zwei Toren allein erfolgreich und konnte somit den Titel verteidigen. Mit ihren vier Toren war Morace zusammen mit der Französin Angélique Roujas und der Norwegerin Marianne Pettersen beste Torschützin des Turniers.

### EM 2001 in Deutschland
In der Qualifikation für die EM 2001 spielten die Italienerinnen wieder in der höheren Kategorie und trafen erneut auf Titelverteidiger Deutschland, sowie erstmals Island und die Ukraine. Carolina Morace hatte 1999 ihre Karriere als Spielerin beendet und hatte zunächst die Männermannschaft von Unione Sportiva Viterbese 1908 in der dritten italienischen Liga trainiert, nach nur zwei Spielen den Posten aber aufgegeben. Im September 2000 übernahm sie dann den Posten der Nationaltrainerin der Frauennationalmannschaft. Italien startete mit einem 0:0 in Island und konnte dann gegen die Ukraine nur mit 1:0 gewinnen. Gegen Deutschland kam es dann zu einem denkwürdigen Spiel. Bereits nach 12 Minuten führten die Deutschen mit 2:0, Patrizia Panico konnte dann zunächst auf 1:2 verkürzen, nach dem zwischenzeitlichen 1:3 dann mit zwei weiteren Toren sogar ausgleichen. Die erneute Führung der Deutschen konnte dann Tatiana Zorri ausgleichen. Es ist das torreichste Unentschieden sowohl der italienischen als auch der deutschen Mannschaft und Panico ist erst die dritte Spielerin, die drei Tore in einem Spiel gegen Deutschland erzielen konnte. Im Rückspiel wurde dann aber mit 0:3 verloren, mit einem 1:0 gegen Island konnte dennoch der zweite Platz hinter Deutschland gesichert werden, so dass das abschließende torlose Remis gegen die Ukraine keinen Effekt mehr hatte. In den Playoffs traf Italien nun auf einen Gruppendritten. Gegner war Portugal und nach einem 3:0-Heimsieg konnte die 0:1-Niederlage im Rückspiel verkraftet werden. Die Ukraine konnte sich dagegen als Gruppendritter nicht gegen England durchsetzen. Panico war mit vier Toren erstmals beste Torschützin für Italien.
Bei der Endrunde in Deutschland wurde im ersten Gruppenspiel durch zwei Tore von Patrizia Panico mit 2:1 gegen Dänemark gewonnen. Im zweiten Spiel gegen Olympiasieger Norwegen reichte es nur zu einem 1:1. Im letzten Spiel gegen Frankreich, das nach zwei Niederlagen keine Chance mehr hatte die K.-o.-Runde zu erreichen, wurde dann mit 0:2 verloren, wobei Patrizia Panico in der 90. noch wegen einer Tätlichkeit die Rote Karte erhielt. Da Dänemark gegen Norwegen gewann, waren Italien und Norwegen punktgleich, die Norwegerinnen hatten aber die bessere Tordifferenz und waren damit als Gruppenzweiter für das Halbfinale qualifiziert, während Italien als Gruppendritter ausschied.

### EM 2005 in England
Für die EM 2005 wurde der Gastgeber erstmals vorab festgelegt und England erhielt den Zuschlag für die Austragung. In der Kategorie A spielten diesmal 20 Mannschaften in vier Fünfergruppen und Italien traf auf Schweden, Finnland, die Schweiz und erstmals Serbien und Montenegro, gegen das das erste Spiel mit 8:0 gewonnen wurde – einer der beiden höchsten Niederlagen von Serbien und Montenegro. Danach folgte aber eine 0:5-Niederlage in Schweden, zwei 1:1-Unentschieden gegen die Finninnen, ein 1:0 in der Schweiz und ein 0:0 gegen die Schweiz. Mit zwei 2:1-Siegen – gegen die bereits als Gruppensieger feststehenden Schwedinnen und in Finnland – wurde aber noch der zweite Platz gesichert. In den Playoffs konnte sich Italien dann aber mit zwei Siegen gegen Tschechien durchsetzen und die Endrunde erreichen, was Finnland gegen Russland ebenfalls gelang. Dies war damit die einzige Gruppen mit drei Endrundenteilnehmern. Mit sieben Toren war Patrizia Panico erneut beste italienische Torschützin in der Qualifikation.
Bei der Endrunde lag Italien im ersten Spiel gegen Frankreich bereits nach einer halben Stunde mit 0:3 zurück, Sara Di Filippo gelang dann kurz vor dem Spielende nur noch der Ehrentreffer. Gegen Titelverteidiger Deutschland fiel die Niederlage dann im zweiten Spiel mit 0:4 noch heftiger aus. Damit stand das Vorrundenaus bereits fest. Dennoch legten sich die Italienerinnen im letzten Gruppenspiel gegen Norwegen noch einmal ins Zeug und erzielten drei Tore. Den Norwegerinnen gelangen allerdings zwei Tore mehr, die damit noch an Frankreich verbeizogen, da die Französinnen im Parallelspiel mit 0:3 gegen Deutschland verloren und damit die schlechtere Tordifferenz hatten. Norwegen und Deutschland trafen sich dann im Finale wieder, wobei sich die Deutschen erneut durchsetzten. Italien schied aber als einzige Mannschaft ohne Sieg aus. Mit zwei Toren war Melania Gabbiadini beste italienische Torschützin bei der Endrunde. Mit dem Vorrundenaus endete die Amtszeit von Carolina Morace als Nationaltrainerin. Ihr Nachfolger wurde Pietro Ghedin, der sieben Jahre im Amt bleiben sollte, was keinem seiner Vorgänger gelungen war.

### EM 2009 in Finnland
Die EM 2009 fand in Finnland statt. Erstmals nahmen zwölf Mannschaften am Turnier teil. Geändert wurde auch der Qualifikationsmodus. Die 1. Qualifikationsrunde bestritten nur die 20 schwächsten Nationalmannschaften. Italien musste erst in der zweiten Runde eingreifen und traf in einer Fünfergruppe wie vier Jahre zuvor auf Schweden, ferner Irland und Ungarn sowie erstmals auf Rumänien. Die Italienerinnen begannen einer 0:2-Heimniederlage gegen Schweden, konnten danach aber alle Spiele außer dem Rückspiel in Schweden gewinnen. Italien musste damit wie vier Jahre zuvor wieder in die Playoffs gegen Tschechien und gewann auch diesmal beide Spiele. Der Gruppendritte Irland scheiterte dagegen an Island, das sich damit erstmals qualifizierte. Auch diesmal war Patrizia Panico mit sieben Toren beste Torschützin der Italienerinnen.
Bei der Endrunde gewann Italien das Auftaktspiel in Überzahl gegen die Engländerinnen mit 2:1, verlor dann aber gegen Qualifikationsgegner Schweden mit 0:2. Mit einem 2:0 gegen Russland wurde aber noch der zweite Platz belegt. Im Viertelfinale war dann wieder einmal Titelverteidiger Deutschland der Gegner und Italien geriet bereits in der 4. Minute in Rückstand. In der zweiten Halbzeit erhöhte dann die spätere Torschützenkönigin Inka Grings auf 2:0. Patrizia Panico konnte zwar noch auf 1:2 verkürzen, dabei blieb es aber. Mit zwei Toren war sie auch bei der Endrunde die beste italienische Torschützin. Deutschland erreichte dann auch das Finale und wurde im torreichsten Finale der EM-Geschichte erneut Europameister.

### EM 2013 in Schweden
Die EM 2013 fand zum zweiten Mal in Schweden statt. Wieder wurde die Qualifikation von den schwächeren Mannschaften begonnen, diesmal aber nur von den acht schwächsten Teams. Italien musste wieder erst in der zweiten Runde eingreifen und traf im ersten Gruppenspiel erstmals auf Bosnien und Herzegowina (1:0) und im zweiten Spiel erstmals auf Mazedonien, wobei mit dem 9:0 der damalige nationale Rekord eingestellt wurde. Weitere Gegner waren Russland und Griechenland. Italien gewann auch die nächsten sieben Spiele und qualifizierte sich mit einem weiteren 9:0 gegen Mazedonien im drittletzten Spiel, bei dem erstmals Ex-Weltmeister Antonio Cabrini als Trainer auf der Bank saß, vorzeitig für die Endrunde. Im letzten Spiel wurden dann beim 0:0 in Griechenland die einzigen Punkte abgegeben. Auch diesmal hatte Patrizia Panico mit ihren neun Toren maßgeblichen Anteil an der Qualifikation. Russland konnte sich in den Playoffs der Gruppenzweiten gegen Österreich ebenfalls qualifizieren.
Bei der Endrunde startete die italienische Mannschaft mit einem 0:0 gegen Finnland, gewann dann gegen Dänemark mit 2:1 und verlor gegen Gastgeber Schweden mit 1:3. Im Viertelfinale war dann wie vier Jahre zuvor Titelverteidiger Deutschland der Gegner. In einem lange offenen Spiel verlor Italien knapp mit 0:1. Deutschland erreichte dann auch wieder das Finale und wurde erneut Europameister. Beste Torschützin für Italien war Melania Gabbiadini mit zwei Toren.

### EM 2017 in den Niederlanden

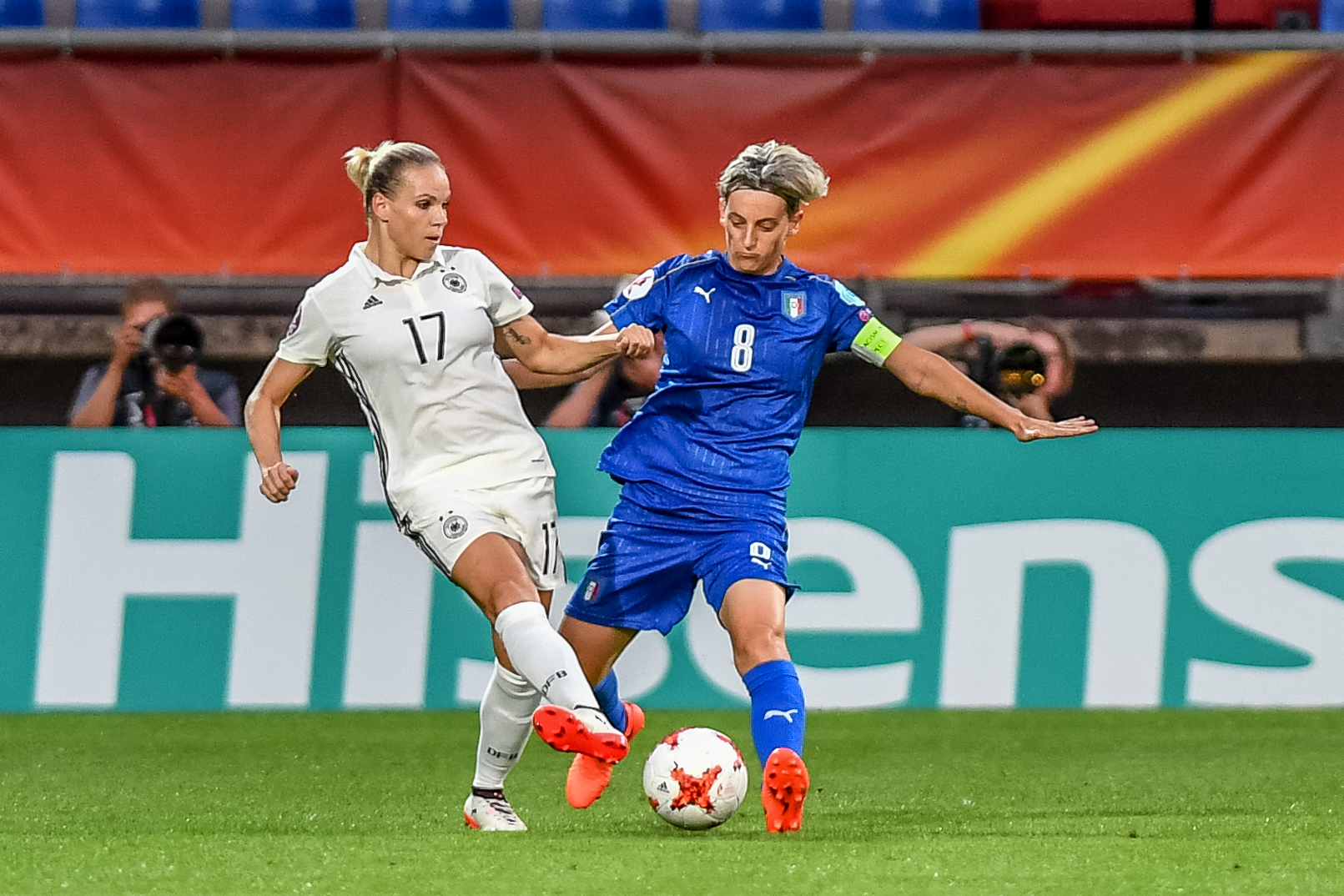
Szene aus dem Spiel gegen Deutschland mit Kapitänin Melania Gabbiadini und Isabel Kerschowski

Die EM 2017 fand in den Niederlanden und erstmals mit 16 Mannschaften statt. Italien traf in der Qualifikation erstmals auf Georgien sowie Nordirland, die Schweiz und Tschechien. Die Italienerinnen starteten mit einem 6:1 gegen Georgien, verloren dann aber erstmals ein Heimspiel gegen die Schweiz (0:3) und konnten dann mit diesem Ergebnis in Tschechien gewinnen. Auch das Rückspiel in der Schweiz verloren sie, gewannen dann aber alle anderen Spiele und belegten hinter den Schweizerinnen den zweiten Platz. Damit konnten die Italienerinnen sich als drittbeste Gruppenzweite direkt für die EM qualifizieren.
Für die Auslosung der Endrundengruppen am 8. November 2016 wurden die Italienerinnen Topf 3 zugeordnet und der Gruppe B mit Titelverteidiger Deutschland sowie Schweden und Russland zugelost, womit dies die einzige Gruppe ohne Neuling und ohne Nachbarschaftsduell war. Italien verlor zum Auftakt gegen Russland, das damit erstmals ein Spiel bei einer Endrunde gewann. Nach einer weiteren Niederlage gegen Deutschland hatten die Italienerinnen keine Chance mehr das Viertelfinale zu erreichen. Im letzten Spiel konnte dann erstmals ein Endrundenspiel gegen Schweden gewonnen werden, was aber an der Platzierung nichts mehr änderte. In der ewigen Rangliste mussten die Italienerinnen Finalist Dänemark und Frankreich vorbeiziehen lassen und vielen auf Rang 6 zurück. Nach der EM beendete Melania Gabbiadini ihre Nationalmannschaftskarriere.

### EM 2022 in England
2021 sollte die Endrunde zum zweiten Mal in England stattfinden. Aufgrund der COVID-19-Pandemie wurde die EM der Männer, die 2020 stattfinden sollte, um ein Jahr verschoben und deshalb auch die EM der Frauen, so dass diese nun 2022 stattfinden soll. Gegner in der Qualifikation waren erstmals Israel und Malta sowie Bosnien & Herzegowina (Gegner in der Qualifikation für die EM 2013), Dänemark (bereits Gegner in der EM/WM-Qualifikation 1991 sowie den EM-Vorrunden 1997, 2005, 2013 und dem Spiel um Platz 3 1991) und Georgien (Gegner in der EM-Qualifikation 2017). Von den Gegnern konnte sich zuvor nur Dänemark für EM-Endrunden qualifizieren. Die italienische Mannschaft startete mit einem mühsammen 3:2-Sieg in Israel, dann folgten aber fünf Siege ohne Gegentor. Dann mussten die für den April und Juni 2020 terminierten Spiele wegen der Pandemie in den September und Oktober verschoben werden. Nach der Corona-Pause folgte ein weiterer Sieg. Dann verloren die Italienerinnen, die seit fünf Jahren kein Heimspiel mehr verloren hatten, aber daheim mit 1:3 gegen Dänemark, womit die Däninnen mindestens einer der drei besten Gruppenzweiten und damit für die EM-Endrunde qualifiziert waren. Vor dem Rückspiel gegen Dänemark hatten die Däninnen zudem eine um 27 Tore bessere Tordifferenz als die Azzurre, die außer gegen die Däninnen noch gegen Israel spielen mussten, punktemäßig somit aber noch ausgleichen konnten und durch einen Sieg mit drei Toren Differenz die Däninnen noch von Platz 1 hätten verdrängen können. Durch ein torloses Remis im letzten Spiel gegen Dänemark ging der Gruppensieg aber an Dänemark. Durch einen 12:0-Sieg gegen Israel im letzten Spiel wurden die Italienerinnen aber beste Gruppenzweite und qualifizierten sich damit auch direkt für die Endrunde. Bei deren Auslosung am 28. Oktober 2021 wurden sie in die Gruppe mit Frankreich, Belgien und Island gelost.
Die Italienerinnen starteten mit einer 1:5-Niederlage gegen Frankreich in die EM und erreichten im zweiten Spiel gegen Island nur ein 1:1. Da auch Belgien gegen Island 1:1 spielte und gegen Frankreich mit 1:2 verlor, hatten die Italienerinnen noch durch einen Sieg gegen Belgien im letzten Spiel Platz 2 zu erreichen, sofern Island nicht gegen Frankreich gewann. Durch eine 0:1-Niederlage schieden sie aber als Gruppenletzte aus und fielen in der ewigen Rangliste vom vierten auf den achten Platz zurück.

### EM 2025 in der Schweiz
Die Qualifikation lief erstmals unter einem anderen Modus. Analog der UEFA Women’s Nations League wurde in drei Ligen gespielt, wobei sich die Gruppensieger und -zweiten der Liga A direkt für die Endrunde qualifizierten. Die Gruppendritten und -vierten hatten dann noch die Chance sich über Play-offs für die Endrunde zu qualifizieren. Die Italienerinnen trafen in Liga A1 auf die Niederlande, Finnland und Norwegen. Nach einem Sieg gegen die Niederlande und einer Niederlage in Finnland folgten drei Remis. Da sich die anderen Mannschaften auch gegenseitig Punkte abnahmen, war vor dem letzten Spieltag noch alles offen. Da sich Norwegen und die Niederlande mit einem 1:1 trennten, wurden die Italienerinnen mit einem 4:0-Sieg gegen Finnland Gruppensiegerinnen und qualifizierten sich mit den wenigsten Gegentoren aller Mannschaften für die Endrunde.
Die Azzure starteten mit einem 1:0-Sieg gegen Belgien in die Endrunde, spielten dann remis gegen Portugal und verloren mit 1:3 gegen Weltmeister Spanien, der bereits für das Viertelfinale qualifiziert war. Dies erreichten sie dank des Sieges von Belgien gegen Portugal ebenfalls und trafen dort auf Norwegen, gegen das sie mit 2:1 gewannen. Gegner im Halbfinale ist England. Die Italienerinnen gingen nach einem Konter in der 33. Minute durch Barbara Bonansea in Führung und hielten diese gegen stark drängende Engländerinnen bis in die Nachspielzeit. In der sechsten Minute der Nachspielzeit gelang dann den Engländerinnen das Tor zum Ausgleich, so dass es zur Verlängerung kam. In dieser erhielten die Engländerinnen eine Minute vor dem Spielende einen Strafstoss. Die in der 77. Minute eingewechselte Chloe Kelly scheiterte zunächst an Laura Giuliani, konnte den Nachschuss aber zum Siegtreffer nutzen, wodurch die Italienerinnen erstmals ein Pflichtspiel gegen England verloren und ausschieden.

## Statistiken
Sämtliche Statistiken umfassen nur die Europameisterschaften, bei denen tatsächlich eine Endrunde stattgefunden hat. Die Europameisterschaften 1984 und 1995 werden also nicht berücksichtigt.

### Spielerinnen mit den meisten Einsätzen bei Europameisterschaften
| Spiele | Spieler             | Jahr (Spiele)                                    |
| ------ | ------------------- | ------------------------------------------------ |
| 18     | Patrizia Panico     | 1997 (4), 2001 (3), 2005 (3), 2009 (4), 2013 (4) |
| 13     | Melania Gabbiadini  | 2005 (2), 2009 (4), 2013 (4), 2017 (3)           |
| 12     | Giorgia Brenzan     | 1991 (2), 1993 (2), 1997 (5), 2001 (3)           |
|        | Federica D’Astolfo  | 1989 (2), 1991 (2), 1993 (1), 1997 (4), 2001 (3) |
|        | Cristiana Girelli   | 2013 (1), 2017 (3), 2022 (3), 2025 (5)           |
| 11     | Elena Linari        | 2017 (3), 2022 (3), 2025 (5)                     |
|        | Carolina Morace     | 1989 (2), 1991 (2), 1993 (2), 1997 (5)           |
| 10     | Barbara Bonansea    | 2017 (3), 2022 (3), 2025 (4)                     |
|        | Antonella Carta     | 1987 (2), 1989 (2), 1991 (2), 1997 (4)           |
|        | Laura Giuliani      | 2017 (2), 2022 (3), 2025 (5)                     |
|        | Emma Iozzelli       | 1989 (2), 1991 (2), 1993 (2), 1997 (4)           |
|        | Tatiana Zorri       | 2001 (3), 2005 (3), 2009 (4)                     |
| 9      | Giulia Domenichetti | 2005 (3), 2009 (4), 2013 (2)                     |
|        | Damiana Deiana      | 1997 (4), 2001 (3), 2005 (2)                     |
|        | Manuela Giugliano   | 2017 (2), 2022 (2), 2025 (5)                     |
| 8      | Arianna Caruso      | 2022 (3), 2025 (5)                               |
|        | Feriana Ferraguzzi  | 1987 (2), 1989 (2), 1991 (2), 1993 (2)           |
|        | Roberta D’Adda      | 2009 (4), 2013 (4)                               |
|        | Sara Gama           | 2009 (4), 2013 (1), 2017 (1),2022 (2)            |
|        | Rita Guarino        | 1993 (2), 1997 (4) 2001 (2)                      |
|        | Cecilia Salvai      | 2017 (3), 2025 (5)                               |

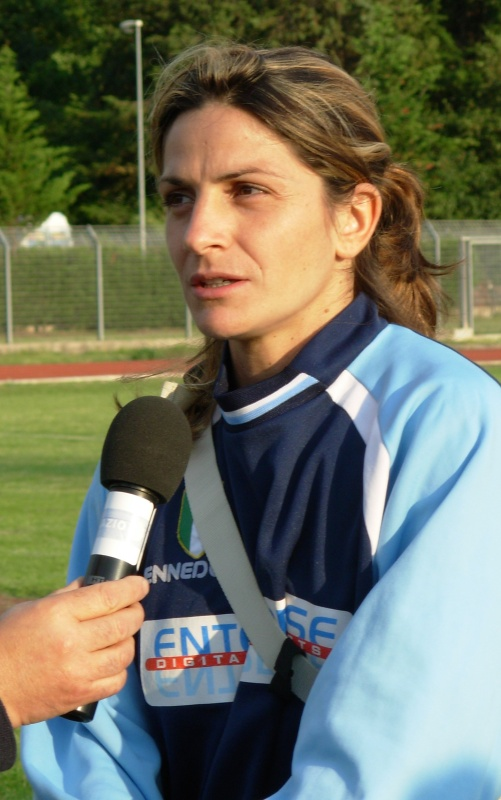
Patrizia Panico, mit 18 Einsätzen italienische EM-Rekorspielerin

Stand: 22. Juli 2025 (fett markierte Spielerinnen nahmen 2025 teil)

### Spielerinnen mit den meisten Toren bei Europameisterschaften
| Tore | Spieler             | Jahr (Tore)                                      |
| ---- | ------------------- | ------------------------------------------------ |
| 5    | Carolina Morace     | 1989 (0), 1991 (0), 1993 (1) 1997 (4)            |
|      | Patrizia Panico     | 1997 (1), 2001 (2), 2005 (0), 2009 (2), 2013 (0) |
| 4    | Cristiana Girelli   | 2017 (1), 2025 (3)                               |
| 3    | Melania Gabbiadini  | 2005 (0), 2009 (1), 2013 (2), 2017 (0)           |
|      | Ilaria Mauro        | 2013 (1), 2017 (2)                               |
| 2    | Daniela Sabatino    | 2017 (2)                                         |
|      | Elisabetta Vignotto | 1987 (1), 1989 (1)                               |
| 1    | 14 Spielerinnen     |                                                  |

Anmerkung: Carolina Morace erzielte zudem bei der ersten Austragung 1984 in den beiden Halbfinalspielen zwei Tore. Ferner zählen DFB und DBU ein weiteres Tor für sie beim 2:2 gegen Dänemark bei der EM 1997, dafür ein Tor weniger für Patrizia Panico.
Stand: 22. Juli 2025

## Endrunden-Spiele
Die Italienerinnen bestritten bisher 38 Endrunden-Spiele, wovon zehn gewonnen wurden, acht remis endeten und 20 verloren wurden. Drei Spiele mussten verlängert werden, wovon je eins durch Elfmeterschießen gewonnen und verloren wurde sowie eins durch ein Tor verloren wurde. Zwei Endrundenspiele fanden auf heimischen Boden statt. Fünfmal spielten die Italienerinnen gegen die Gastgeberinnen und achtmal gegen den Titelverteidiger (immer Deutschland, 6 Niederlagen, 2 Remis, davon eins im Elfmeterschießen gewonnen) sowie viermal gegen den amtierenden Weltmeister (1 Sieg, 3 Niederlagen). Häufigste Gegner waren Deutschland (9 Spiele), Norwegen (6), Dänemark (4) und Schweden (4).
| Nr. | Datum      | Ergebnis       | Gegner       | Austragungsort      | Anlass           | Bemerkung                                                                    |
| --- | ---------- | -------------- | ------------ | ------------------- | ---------------- | ---------------------------------------------------------------------------- |
| 1   | 11.06.1987 | 0:2            | Norwegen     | Oslo (NOR)          | Halbfinale       |                                                                              |
| 2   | 13.06.1987 | 2:1            | England      | Drammen (NOR)       | Spiel um Platz 3 |                                                                              |
| 3   | 28.06.1989 | 1:1; 3:4 i. E. | Deutschland  | Siegen (DEU)        | EM-Halbfinale    |                                                                              |
| 4   | 30.06.1989 | 1:2            | Schweden     | Osnabrück (DEU)     | Spiel um Platz 3 |                                                                              |
| 5   | 11.07.1991 | 0:3            | Deutschland  | Frederikshavn (DNK) | Halbfinale       |                                                                              |
| 6   | 14.07.1991 | 1:2            | Dänemark     | Aalborg (DNK)       | Spiel um Platz 3 |                                                                              |
| 7   | 30.06.1993 | 1:1; 4:3 i. E. | Deutschland  | Rimini              | Halbfinale       |                                                                              |
| 8   | 04.07.1993 | 0:1            | Norwegen     | Cesena              | Finale           |                                                                              |
| 9   | 30.06.1997 | 1:1            | Deutschland  | Moss (NOR)          | Vorrunde         |                                                                              |
| 10  | 03.07.1997 | 2:2            | Dänemark     | Lillestrøm (NOR)    | Vorrunde         |                                                                              |
| 11  | 06.07.1997 | 2:0            | Norwegen*    | Lillestrøm (NOR)    | Vorrunde         | Erster Sieg gegen einen amtierenden Weltmeister                              |
| 12  | 09.07.1997 | 2:1            | Spanien      | Lillestrøm (NOR)    | Halbfinale       |                                                                              |
| 13  | 12.07.1997 | 0:2            | Deutschland  | Oslo (NOR)          | Finale           |                                                                              |
| 14  | 25.06.2001 | 2:1            | Dänemark     | Aalen (DEU)         | Vorrunde         |                                                                              |
| 15  | 28.06.2001 | 1:1            | Norwegen     | Reutlingen (DEU)    | Vorrunde         |                                                                              |
| 16  | 01.07.2001 | 0:2            | Frankreich   | Ulm (DEU)           | Vorrunde         |                                                                              |
| 17  | 06.06.2005 | 1:3            | Frankreich   | Preston (ENG)       | Vorrunde         |                                                                              |
| 18  | 09.06.2005 | 0:4            | Deutschland* | Preston (ENG)       | Vorrunde         |                                                                              |
| 19  | 12.06.2005 | 3:5            | Norwegen     | Preston (ENG)       | Vorrunde         |                                                                              |
| 20  | 25.08.2009 | 2:1            | England      | Lahti (Finnland)    | Vorrunde         |                                                                              |
| 21  | 28.08.2009 | 0:2            | Schweden     | Turku (Finnland)    | Vorrunde         |                                                                              |
| 22  | 31.08.2009 | 2:0            | Russland     | Helsinki (Finnland) | Vorrunde         |                                                                              |
| 23  | 04.09.2009 | 1:2            | Deutschland* | Lahti (Finnland)    | Viertelfinale    |                                                                              |
| 24  | 10.07.2013 | 0:0            | Finnland     | Halmstad (SWE)      | Vorrunde         |                                                                              |
| 25  | 13.07.2013 | 2:1            | Dänemark     | Halmstad (SWE)      | Vorrunde         |                                                                              |
| 26  | 16.07.2013 | 1:3            | Schweden     | Halmstad (SWE)      | Vorrunde         |                                                                              |
| 27  | 21.07.2013 | 0:1            | Deutschland  | Växjö (SWE)         | Viertelfinale    | 100. Niederlage (nach FIFA-Zählung)                                          |
| 28  | 17.07.2017 | 1:2            | Russland     | Rotterdam (NLD)     | Vorrunde         |                                                                              |
| 29  | 21.07.2017 | 1:2            | Deutschland  | Tilburg (NLD)       | Vorrunde         |                                                                              |
| 30  | 25.07.2017 | 3:2            | Schweden     | Doetinchem (NLD)    | Vorrunde         |                                                                              |
| 31  | 10.07.2022 | 1:5            | Frankreich   | Rotherham (ENG)     | Vorrunde         |                                                                              |
| 32  | 14.07.2022 | 1:1            | Island       | Rotherham (ENG)     | Vorrunde         |                                                                              |
| 33  | 18.07.2022 | 0:1            | Belgien      | Manchester (ENG)    | Vorrunde         |                                                                              |
| 34  | 03.07.2025 | 1:0            | Belgien      | Sion (CHE)          | Vorrunde         |                                                                              |
| 35  | 07.07.2025 | 1:1            | Portugal     | Genf (CHE)          | Vorrunde         |                                                                              |
| 36  | 11.07.2025 | 1:3            | Spanien*     | Bern (CHE)          | Vorrunde         |                                                                              |
| 37  | 16.07.2025 | 2:1            | Norwegen     | Genf (CHE)          | Viertelfinale    |                                                                              |
| 38  | 22.07.2025 | 1:2 n. V.      | England      | Genf (CHE)          | Halbfinale       | Erste Niederlage gegen Enland in einem EM-Spiel (Endrunde und Qualifikation) |

Anmerkungen: Fett gedruckte Mannschaften gingen als Titelverteidiger in das Turnier, mit „*“ gekennzeichnete Mannschaften waren Weltmeister.

## Finalrunden-Spiele
| Nr. | Datum      | Ergebnis | Gegner   | Austragungsort  | Anlass     | Bemerkung |
| --- | ---------- | -------- | -------- | --------------- | ---------- | --------- |
| 1   | 08.04.1984 | 2:3      | Schweden | Rom             | Halbfinale |           |
| 2   | 28.04.1984 | 1:2      | Schweden | Linköping (SWE) | Halbfinale |           |

## Rekorde
- Die meisten Qualifikationsspiele: 110 (inkl. Viertelfinale für 1989, 1991 und 1993)
- Die häufigsten Halbfinalpaarungen: Italien gegen Deutschland und Norwegen gegen Dänemark (je 3)
- Die meisten Spiele um Platz 3: 3
- Italien stellte einmal die Torschützenkönigin: Carolina Morace (4 Tore 1997 zusammen mit 2 anderen Spielerinnen)

### Negativrekorde
- Die meisten Niederlagen: 20
- Die meisten Gegentore: 64